# 2098 Zyskin
A 2098 Zyskin (ideiglenes jelöléssel 1972 QE) a Naprendszer kisbolygóövében található aszteroida. Ljudmila Zsuravljova fedezte fel 1972. augusztus 18-án. Lev Jurjevics Ziszkin orvosprofesszorról, a Krími Egészségügyi Intézet igazgatójáról nevezték el.